# Littérature de la Nouvelle-France
Cet article décrit la littérature de la Nouvelle-France (1534–1763, Amérique du Nord).

## XVIeetXVIIesiècles
Aux XVIe et XVIIe siècles, les colonies de la Nouvelle-France sont très peu peuplées. La majorité des Français qui viennent en Amérique sont des visiteurs qui repartent sans s'y établir. Les marchands contractés par la France pour le transport des colons ne respectent pas les termes de leurs contrats. Ce n'est qu'à partir de 1663 que de véritables politiques de peuplement sont élaborées. Pour ajouter à tous ces malheurs, l'imprimerie sera inexistante durant toute la période du régime français.
Malgré tout, quelques documents d'intérêt sont écrits et recopiés durant la période de la colonisation française. La plupart de ces textes sont français. Tous seront publiés en France.
Il y a le Voyage de Jacques Cartier, les Muses de la Nouvelle-France de Marc Lescarbot, les Voyages de Samuel de Champlain qui sont la mémoire de l'exploration et de la colonisation française en Amérique du Nord.
Les Relations des jésuites, Le Grand voyage au pays des Hurons de Gabriel Sagard, les Écrits de Marguerite Bourgeoys sont écrits par ces fondateurs religieux de la Nouvelle-France qui participaient à l'effort de christianisation des Sauvages.
En France, le Canada et la Nouvelle-France en général piquent la curiosité de plusieurs écrivains français, notamment Rabelais qui se réfère à Cartier et à Roberval dans Pantagruel.
Jacques Cartier, Samuel de Champlain, Bienheureuse Marie de l'Incarnation, Marc Lescarbot, Paul Le Jeune, Charles Lalemant, Barthélemy Vimont, Paul Ragueneau, Gabriel Druillettes, François Le Mercier, Jean de Quen, Claude Dablon, Jacques Bigot, François Jolliet de Montigny, Vincent Bigot.

## XVIIIesiècle
Jusqu'en 1760, les thèmes de la nature, de l'exploration et des Sauvages continuent de marquer l'imaginaire collectif des colons de la Nouvelle-France. Les Mœurs des sauvages américains de Joseph-François Lafitau, Histoire de l'Amérique septentrionale de Bacqueville de la Potherie et Histoire et description générale de la Nouvelle-France de François-Xavier de Charlevoix sont en continuité avec les écrits du siècle précédent.
Le premier usage vérifié du terme Canadien pour désigner les descendants des colons français au Canada se trouve dans une chanson d'un auteur anonyme composée en 1756 en l'honneur du gouverneur Pierre de Cavagnal, Marquis de Vaudreuil à la suite de la victoire de fort Chouaguen. En 1758, Étienne Marchand compose le célèbre poème Le Carillon de la Nouvelle-France. Cette chanson raconte l'histoire de la victorieuse bataille du Fort Carillon.
Le premier poème écrit par un Canadien après la Conquête de la Nouvelle-France est Quand Georges prit le Canada, composé par un auteur anonyme en 1763.
Le début de l'administration anglaise du Canada sera marqué entre autres par l'arrivée de l'imprimerie. Les courants littéraires de l'Europe et du reste de l'Amérique pénètrent lentement les villes, principalement Québec et Montréal. Un premier journal, The Quebec Gazette/ La Gazette de Québec, est fondé en 1764 par les imprimeurs écossais  William Brown (1737-1789) et Thomas Gilmore.
Les écrits du siècle des Lumières et des révolutions américaine et française dominent la littérature disponible durant cette fin de siècle.
Fleury Mesplet imprime le premier journal de Montréal et le premier journal unilingue français au Canada, La Gazette du Commerce et Littéraire pour la Ville et District de Montréal le 3 juin 1778. Le journal est vite renommé Gazette littéraire de Montréal. C'est l'avocat Valentin Jautard qui en sera le rédacteur. Ce dernier est un disciple de Voltaire et sympathisant avec la cause américaine. Il fait imprimer plusieurs de ses poèmes sous différents pseudonymes.
Quelques noms notables du temps sont Joseph-Octave Plessis, Ross Cuthbert, Joseph Quesnel et Pierre de Sales Laterrière.
En France, Voltaire écrit L'Ingénu, l'histoire d'un Huron qui visite la France, et Chateaubriand, un aristocrate français exilé en Amérique, écrit Atala et René.
On doit noter la présence, aux XVIIe et XVIIIe siècles, d'un intérêt tout particulier pour les récits de voyages, ces « mémoires » — personnels ou mandatés royalement — qui attestent de la colonisation en Nouvelle-France. On pense tout d'abord aux célèbres Relations des Jésuites, missionnaires convaincus de leur mission apostolique au pays des « bestes sauvages » (Paul Lejeune). Viennent ensuite nombre de récits de découvertes géographiques (Hennepin, Charlevoix, Marquette & Joliet, baron de Lahontan (1666-1716), etc.). On relate ainsi les pays découverts, les peuples amérindiens rencontrés, les particularités de la faune et de la flore, les conflits coloniaux entre Anglais, Français et Amérindiens, etc. Ces récits étaient publiés en France, et l'intérêt du public était manifeste. Certains d'entre eux prenaient la forme de mémoires (des espèces de commissions d'enquête demandées par le roi) et se voulaient des études pour mener à bien le projet de colonisation de la Nouvelle-France (ou, à tout le moins, son exploitation commerciale). Ces récits se singularisent par leur inclination à relater le vrai, et seulement le vrai : ainsi, les auteurs pratiquaient l'intertextualité entre eux pour se donner de la crédibilité. Au contraire, certains récits s'opposaient formellement à d'autres et proposaient leur vérité. Cette pratique d'écriture était bien propre, par ailleurs, aux écrits dits historiques, où l'on s'efforçait à pratiquer une histoire linéaire synchronique qui s'attachait bien davantage à la « grande » Histoire, qu'aux récits des peuples.